# Diferencijalni temperaturni prekidač
Diferencijalni temperaturni regulator ili prekidač je uređaj koji prati kretanje temperature na jednom senzoru, ali ne u odnosu na okolinu (dati ambijent), već u odnosu na drugi senzor koji je zajedno sa prvim spojen na operacioni pojačavač (diferencijalni elektronski pojačavač koji pojačava samo razliku između ulaznih signala, pri čemu jedan ulaz ima pozitivan efekat na izlazni signal, a drugi negativan). Senzori su spojeni na ulaze operacionog pojačavača UA741.
Ovaj sklop pored već pomenutog pojačavača i dva temperaturna senzora sadrži: jedan tranzistor, dvije diode, rele i nekoliko otpornika i kondenzatora. Senzori se biraju u zavisnosti od potrebne primjene, mjernog opsega, kao i u zavisnosti od toga temperaturu čega pratimo (tečnosti, gasova). Diferencijalni temperaturni regulator prati dvije nezavisne temperature (T1 i T2,koje su prikazane na displeju uređaja), ukoliko je T1>T2, aktivira se relejni izlaz, koji se pošto T1 padne ispod T2 ponovo isključi. Znači za kontrolu izlaza koriste se releji koja uspostavljaju i prekidaju električno kolo na datoj temperaturi, odnosno gase i pale izvršni element tačno kada sinusoida naizmjeničnog napona bude u nuli. Kako se radi o brzim prebacivanjima (do nekoliko sekundi), element mora biti sposoban da isprati te promjene.
Neke od mogućih električnih šema za praktičnu realizaciju uređaja date su na slikama.
- Šeme
- Šeme 1 i 2
- Šema 3

Prve dvije šeme su jednostavnije (prva stabilno radi, dok se druga koristi ukoliko nam nije potreban precizan temperaturni regulator, odnosno regulator sa manjom tačnošću). Treća šema je složenija,ali preciznija. Ono što je zajedničko za sve tri šeme jeste da napajanje mora biti stabilno,jer ono direktno napaja senzore,što znači da svako oscilovanje napajanja direktno utiče na brzinu momenta uključenja i isključenja.
Na posljednjoj(3. šemi) je data realizacija regulatora temperature od 30&nbsp;°C-120&nbsp;°C,sa senzorom koji ima sposobnost očitavanja i desetog dijela stepena. Diferencijalni temperaturni regulatori (prekidači) mogu da čitaju razne tipove senzora i od tih informacija uspostavljaju/prekidaju električno kolo u zavisnosti od temperature koja je otišla ispod, ili iznad određene granice, odrzavajući temperaturu na željenoj vrijednosti uz vrlo male greške, dok obradu informacija sa senzora vrše operacioni pojačavači (AD konvertori, komparatori)
Pri malim vrijednostima struje, MOSFET (3020 sa 3.šeme) se može zanemariti, kao i otpornik R4, stoga će LD1 direktno poći na gejt. Pri većim vrijednostima struja, MOSFET mora postojati. Da bi se slagale mjerena i zadata temperatura odnosi otpornosti R1/R5, R7/R11 moraju biti identični. Kondezator C2 ima diferencijalnu ulogu i služi da spriječi premašenje prilikom prvog postizanja zadate temperature. Ukoliko dođe do premašenja,potrebno je povećati vrijednost kondezatora. Dioda,na slici označena kao S1 je, u stvari, senzor,koji konvertuje temperaturu u signal koji može očitati operacioni pojačavač na čijem se ulazu nalazi.
Primjena datog uređaja je velika, kako u industriji gume, plastike, solarnoj tehnici (tehnici zagrijavanja/hlađenja), tako i u domaćinstvu (tipičan primjer je bojler, dok je najinteresantniji podatak da se stavlja i u akvarijume ljubimaca kako bi im se obezbijedilo sigurno održavanje konstantne temperature vode). Ujedno se koristi i u zaštitne svrhe, za aktiviranje alarma u situaciji kada je potrebna neka reakcija na preveliki pad ili porast temperature, npr.: kod uključenja hlađenja/grijanja, pojave vatre, pretjerane temperature bojlera, pregrijanosti neke mašine, ili tečnosti.